# Optično omrežje
Optično omrežje je omrežje, ki je namenjeno prenosu informacij s pošiljanjem svetlobe preko optičnih vlaknih. Svetloba tvori elektromagnetični nosilni val, ki je prilagojen prenosu informacije.
Optična omrežja so primarno uporabljena v telekomunikacijah, kjer nadomeščajo bakrene vodnike. Njihova prednost je v bistveno večji količini informacij, ki jih je mogoče prenesti po enem vlaknu na dolgo razdaljo, majhnih izgubah in neobčutljivosti na elektromagnetne motnje iz okolice. 

## Optično omrežje v Sloveniji
Hrbtenično optično omrežje Slovenije je v lasti treh podjetij: Stelkom, Slovenske železnice in Delkom.